# Correcteur (maquillage)
Pour les articles homonymes, voir Correcteur.

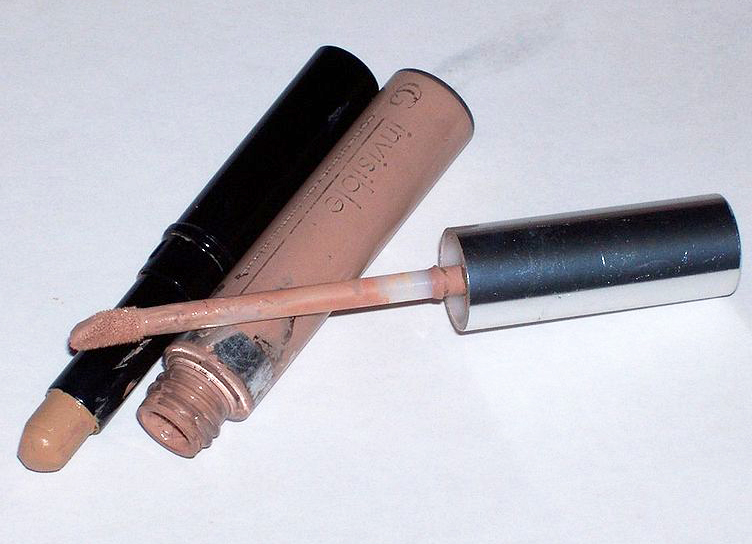
Un correcteur, imitant la couleur de peau.

Un correcteur ou en anglais concealer est un instrument de maquillage utilisé pour dissimuler certaines imperfections de la peau, par exemple une pustule. 

## Description
Il se présente sous différentes formes: stick, crème-poudre, crème.